# Iglesia de madera de Høre

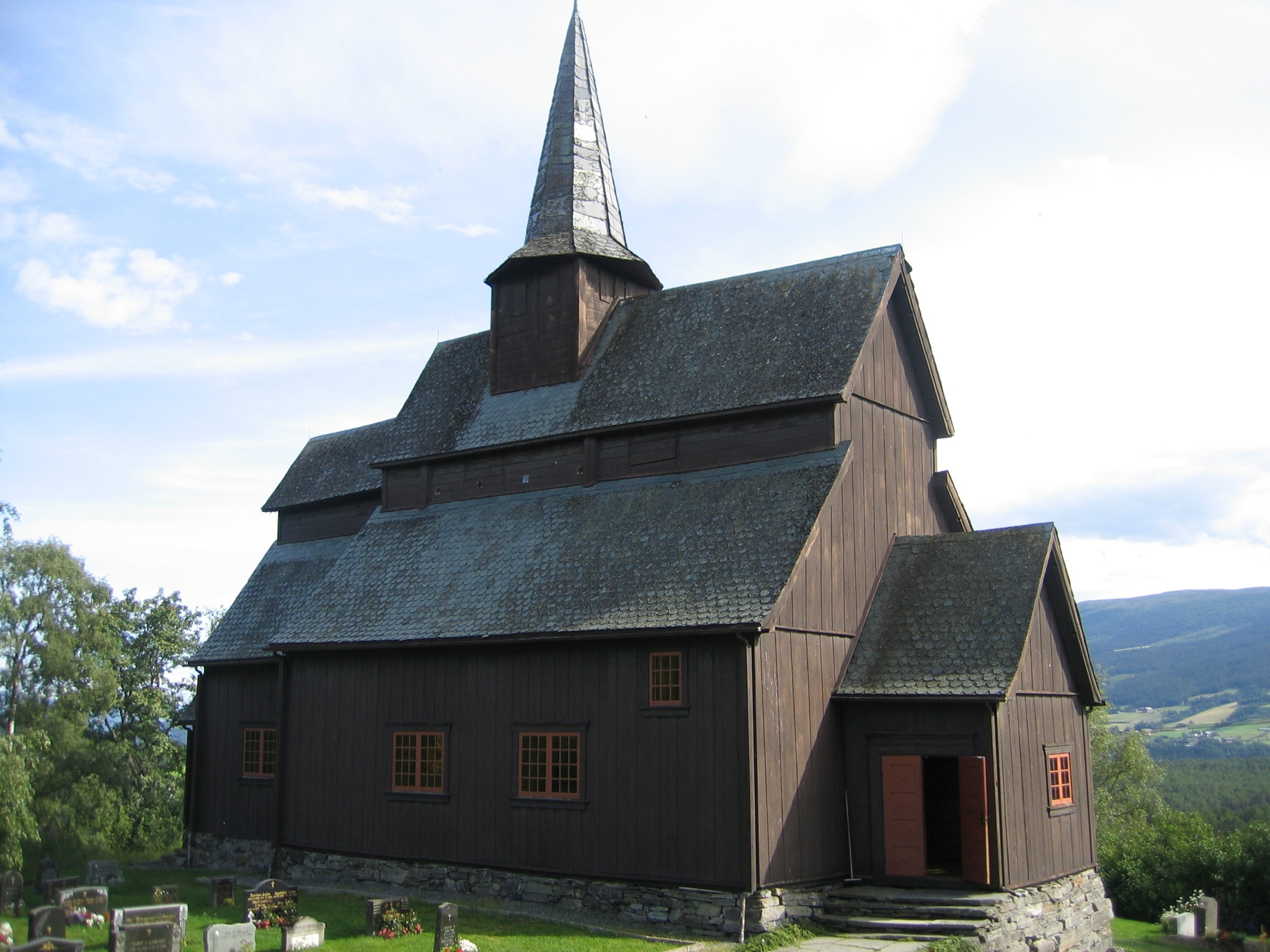
La iglesia de madera de Høre.

La iglesia de madera de Høre es una stavkirke noruega de 1179 o 1180 de la pequeña localidad de Ryfoss, municipio de Vang. Es un templo luterano que sirve de parroquia local de la Iglesia de Noruega.

## Historia
De acuerdo a una inscripción rúnica, fue construida en 1180, fecha que parece confirmarse con la datación dendrocronológica, que señala que la madera fue cortada en el invierno de 1179-1180.
Fue levantada sobre los restos de una iglesia de postes anterior; en investigaciones arqueológicas de 1952, se encontraron restos humanos bajo el suelo, que en un principio sirvieron para datar la iglesia de postes. Hay varias inscripciones rúnicas en su interior; la del púlpito reza así:

El verano en que los hermanos Erling y Audun cortaron madera para esta iglesia, cayó el jarl Erling en Nidaros.

La inscripción se refiere a la muerte de Erling Skakke, caído en combate en la batalla de Kalvskinnet el 19 de junio de 1179, en combate contra Sverre Sigurdsson durante las guerras civiles noruegas.
El nombre de su constructor, Erling, se halla también en otra inscripción en la stavkirke de Hegge, pero no es posible saber si se trata de la misma persona.
Se dice que en esta iglesia se casó el duque Skule Bårdsson en el siglo XIII.

En la década de 1820 fue remodelada y reconstruida parcialmente. En 1888 fue reparada y nuevamente en 1972.

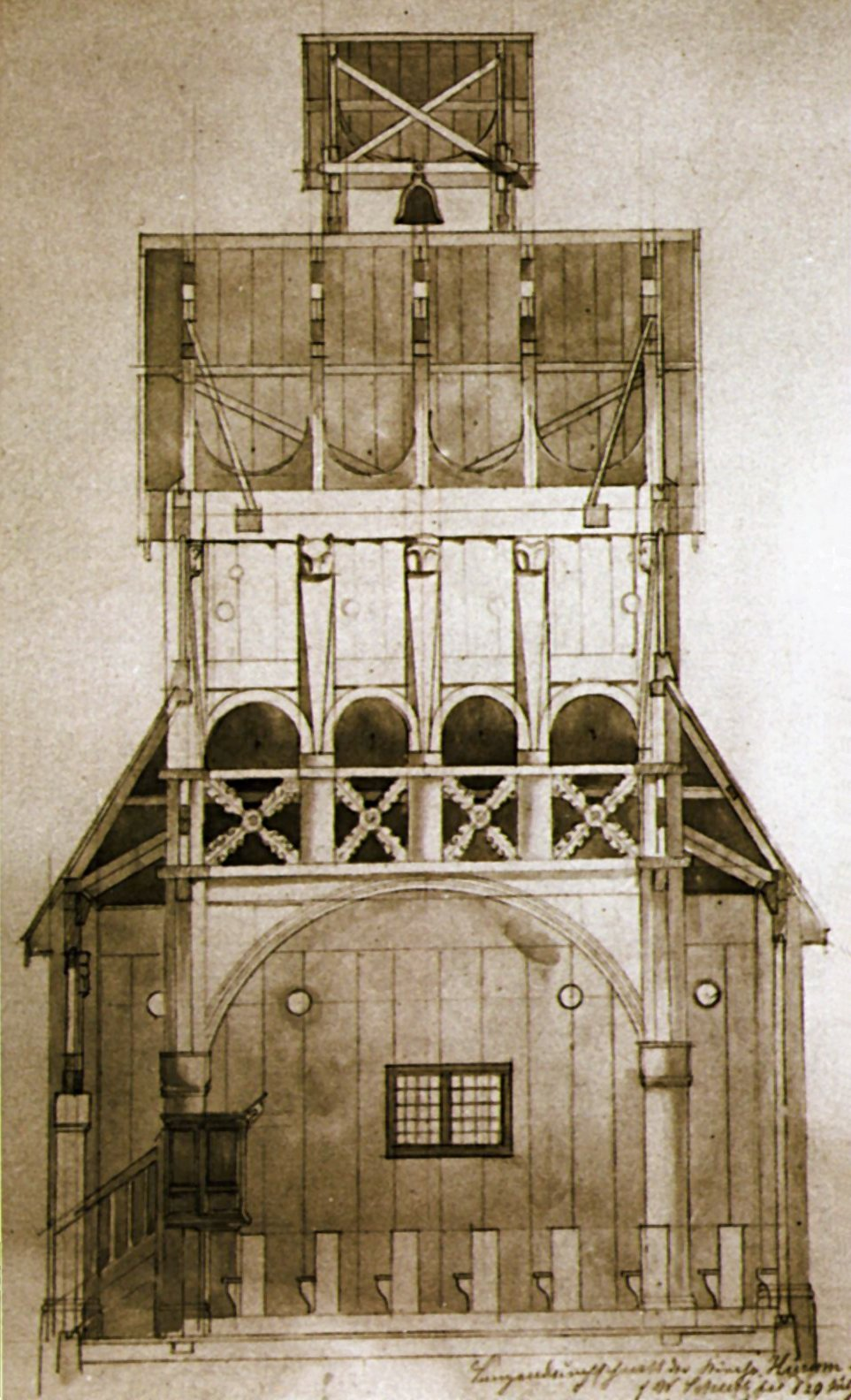
Dibujo de Georg Andreas Bull que muestra un corte transversal de la nave de la iglesia (1853).

## Arquitectura

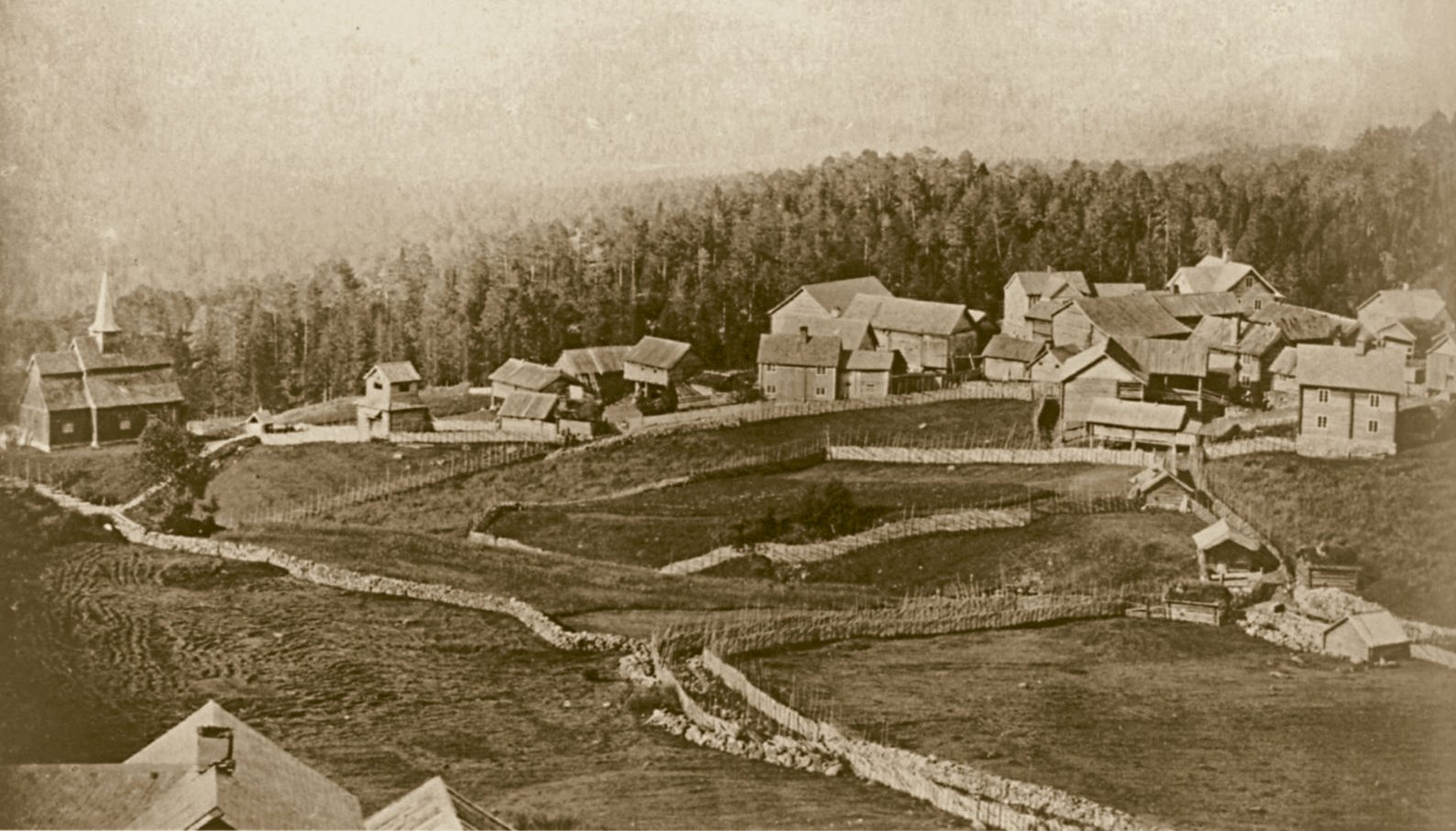
La iglesia en 1880.

El edificio actualmente consiste de nave, un coro más pequeño con ábside, y un vestíbulo en la entrada principal. Sobre la nave se levanta la torre central (linterna) de la iglesia, donde está el campanario. Es una stavkirke de tipo B; es decir, su nave está dividida por postes en una sala central con techo elevado y un deambulatorio alrededor de esta. En la sala central hay talladas cruces de San Andrés y en lo más alto de los postes máscaras grotescas. 
En un principio, un corredor rodeaba todo el perímetro de la iglesia, pero durante la remodelación del siglo XIX fue demolido y su lugar fue ocupado por las nuevas paredes (con ventanas) de la nave, que fue expandida. Posteriormente, el techo de la sala central de la nave fue modificado y extendido a todo lo largo de la nave, lo que le dio a la iglesia un aspecto exterior de basílica. El coro y el ábside fueron demolidos y sustituidos. En 1857 se sustituyó la vieja torre central por una nueva.
Destacan en su interior el retablo y el púlpito de la primera década del siglo XIX.